# Haiming (Austria)
Haiming è un comune austriaco di 4 535 abitanti nel distretto di Imst, in Tirolo.